# Stockland (Unternehmen)
Stockland ist ein australisches Immobilienunternehmen mit Sitz in Sydney.
Das Unternehmen besitzt und bewirtschaftet verschiedene Immobilien in Australien. Stockland ist im Aktienindex S&P/ASX 50 gelistet. Zu den bewirtschafteten Immobilien gehören Einkaufszentren, Bürogebäude, Gewerbeparks und Wohnkomplexe.

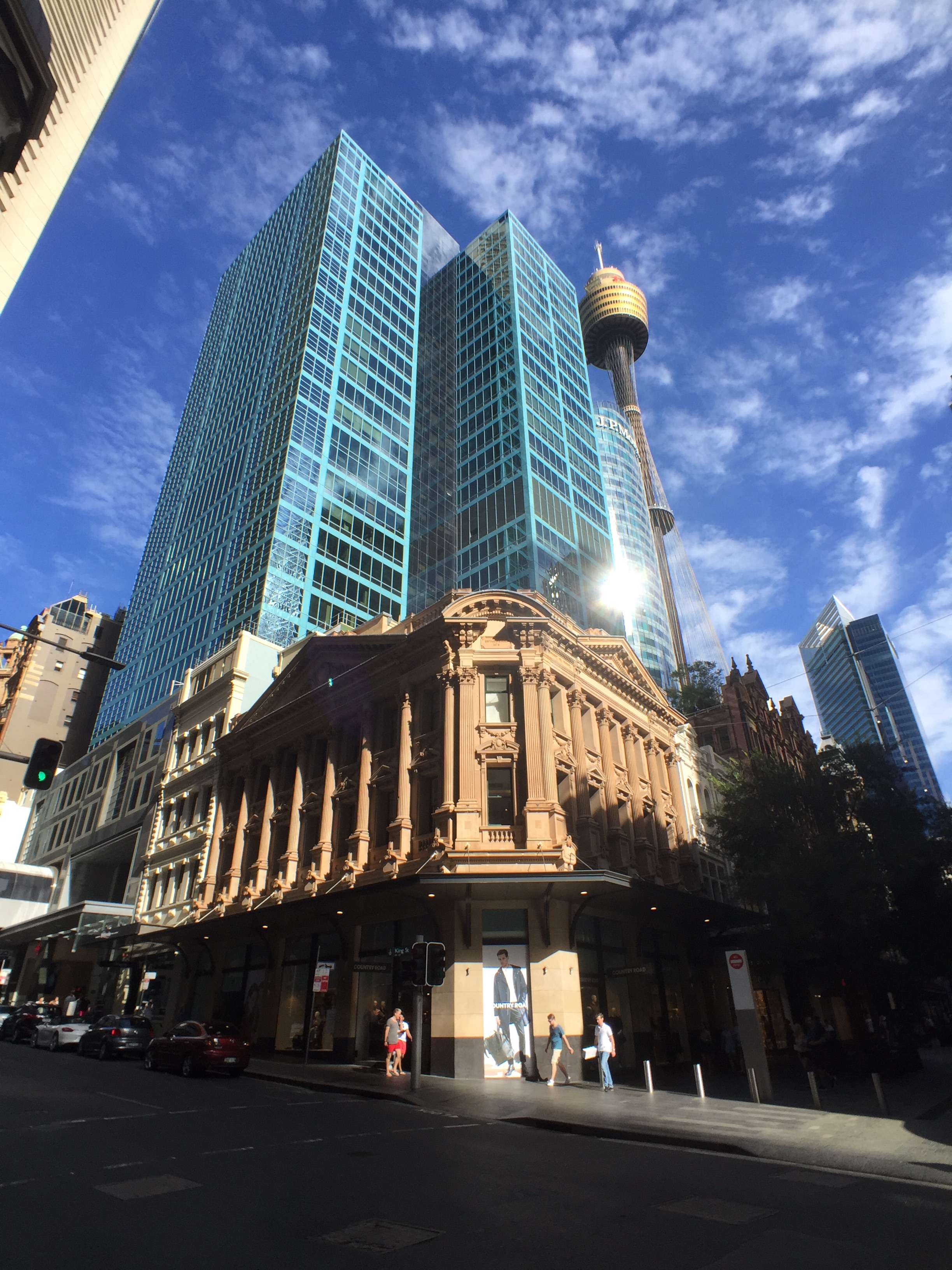
Glasshouse Shopping Center, Sydney

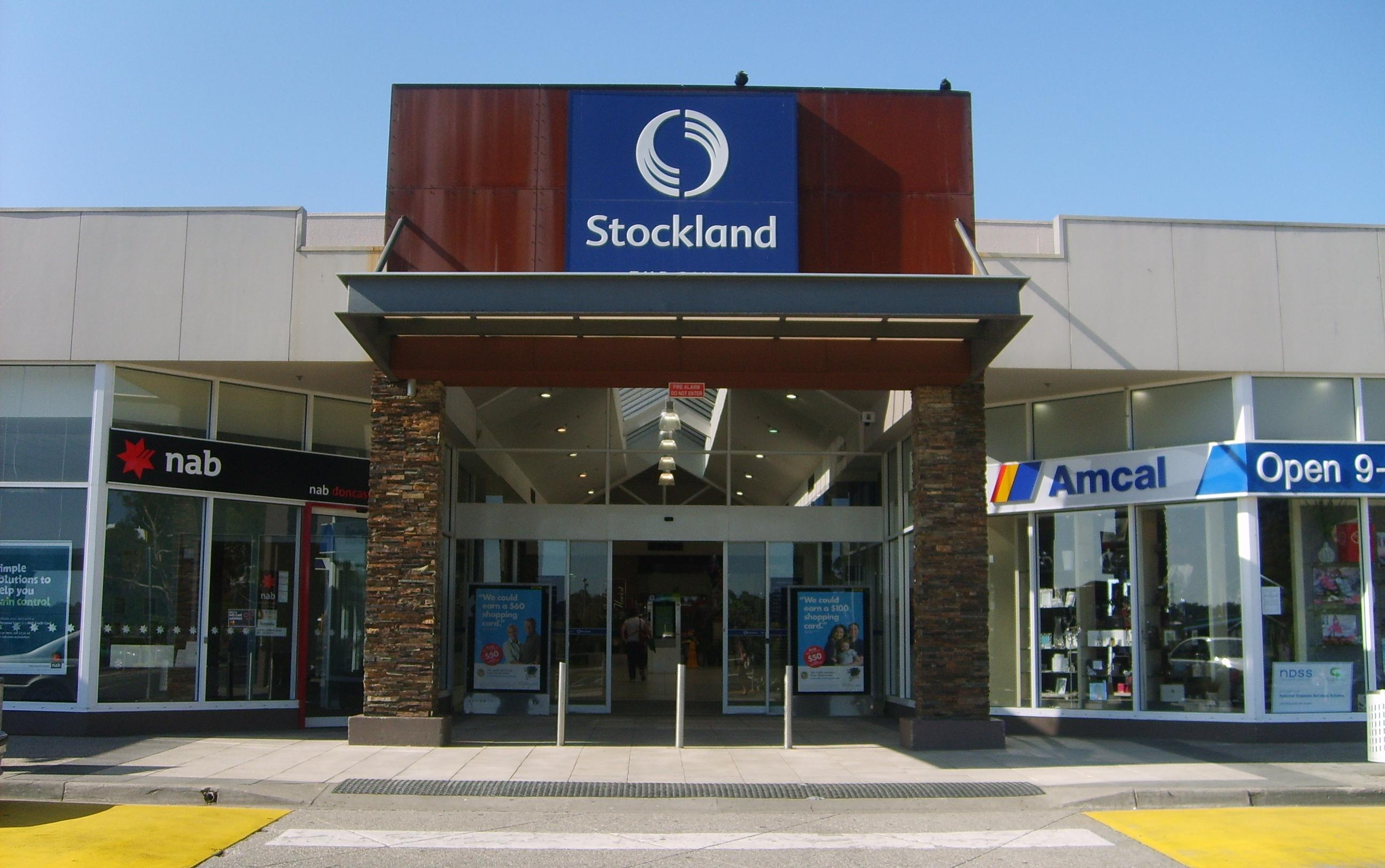
Einkaufscentrum The Pines, Melbourne

## Geschichte
Stockland wurde 1952 von Albert Scheinberg und Ervin Graf gegründet. 1957 wurde Stockland an der australischen Börse notiert und erwarb eine Mehrheitsbeteiligung an Simon Hickey Industries Ltd.
Im selben Jahr wurden die Aktivitäten von Stockland diversifizierter und gingen in die kommerzielle Entwicklung über, zunächst mit Einzelhandelsprojekten in Vororten von Sydney. 1965 eröffnete Stockland seine erste große kommerzielle Entwicklung – die sanierte Imperial Arcade im Geschäftsviertel von Sydney, die die erste U-Bahn-Verbindung in diesen Stadtteil zu vier Einzelhandelsgeschossen und sechs Bürogeschossen bot.

## Liste der Einkaufszentren

### New South Wales
- Balgowlah
- Baulkham Hills
- Cammeray
- Forster
- Glendale
- Glasshouse
- Green Hills
- Jesmond
- Merrylands
- Nowra
- Piccadilly
- Shellharbour
- Wetherill Park

### Queensland
- Baringa
- Benowa Gardens
- Bundaberg
- Burleigh Heads
- Cairns
- Caloundra
- Cleveland
- Gladstone
- Hervey Bay
- Kensington
- North Shore
- Pacific Pines
- Rockhampton
- Townsville

### Victoria
- Highlands
- Point Cook
- The Pines
- Tooronga
- Traralgon
- Wendouree

### Western Australia
- Baldivis
- Bull Creek
- Harrisdale
- Riverton